# حادث جبع

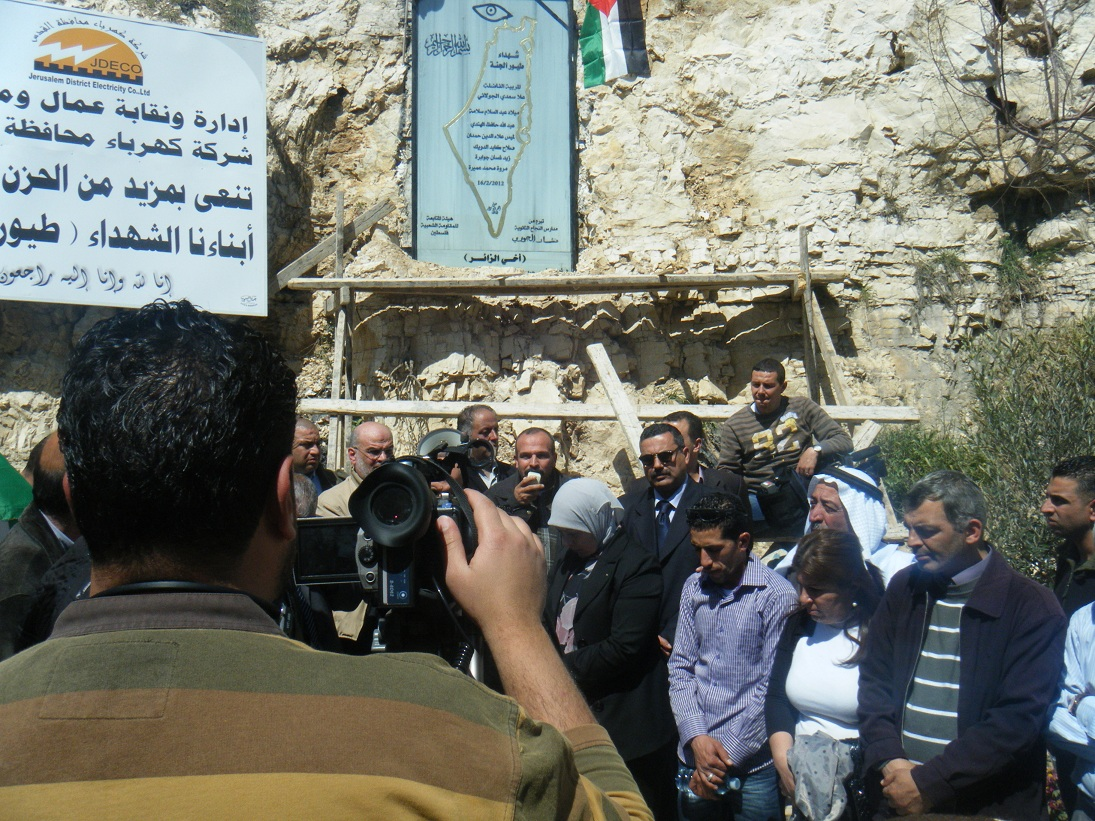
نصب تذكاري في مكان وقوع الحادث

حادث جبع حادث سير وقع قرب بلدة جبع بين حافلة تقل طلبة روضه نور الهدى الواقعة في بلدة عناتا قرب القدس، صباح يوم الخميس 16 فبراير/شباط 2012 ونجم عنه مقتل 6 أطفال 

## وقوع الحادث
قامت روضة ومدرسة نور الهدى بتنظيم رحله ترفيهية لطلبة الروضة إلى إحدى مدن الملاهي في مدينة رام الله في إحدى الأيام العاصفة الماطرة في فصل الشتاء، وبعد انطلاق الأطفال في الحافلة من بلدة عناتا باتجاه رام الله وتحديدا بين بلدة الرام وحاجز جبع العسكري الإسرائيلي حصل الحادث، اصطدمت حافلة الأطفال بمؤخرة شاحنة قاطرة وانقلبت الحافلة لتشتعل بها النيران ومع تأخر وصول فرق الإنقاذ والإسعاف توفي ستة أطفال ومعلمة والعديد من الجرحى، القيادة الفلسطينية اعلنت الحداد وتنكيس الاعلام، اجواء حزن وغضب شديد في أوساط المواطنين.

## مسؤولية الحادث
اختلفت وجهات النظر والتحليلات، فالبعض اكتفى بالقول ان الحادث قضاء وقدر، والبعض حمّل إدارة روضه نور الهدى المسوؤلية القانونية عن الحادث حيث أنها قامت بترتيب رحله لأطفال في جو عاصف وماطر وضباب يشوش الرؤية، والبعض قام بتحميل المسؤولية للسلطة الوطنية الفلسطينية حيث عدم توفر مركز إسعاف وطوارئ في منطقة الرام القريبة من الحادث ونتج عن ذلك تأخر في وصول الدفاع المدني والإسعاف الفلسطيني. [بحاجة لمصدر]

## انتهاء التحقيقات وظهور النتائج
انتهت النيابة الاسرائيلية التحقيقات بشان الحادث بعد عام ونصف، واخرجت لائحة اتهام بحق سائق الشاحنة الذي تبين انه مسؤول عن الحادث وقد تضمنت لائحة الاتهام التي قدمتها النيابة الإسرائيلية في المحكمة المركزية بالقدس «بعد تحقيقات مكثفة تسبب سائق الشاحنة -التابعة لمصنع الباطون» شيمش بتون وبلك«في عطروت بقتل 6 أطفال ومعلمة، وجرح العشرات من الأطفال عن طريق حادث طرق نتيجة السرعة وعدم الانتباه، وذلك بتاريخ 16– 2– 2012».